# 弗拉基米尔·阿尔秋赫
弗拉基米尔·尼古拉耶维奇·阿尔秋赫（羅馬化：Volodymyr Mykolaiovych Artiukh；1958年5月8日—），乌克兰政治人物，曾於2023年4月至2025年4月期間担任苏梅州州长。
2025年4月13日苏梅导弹袭击事件后，阿尔秋赫于4月15日被总统弗拉基米尔·泽连斯基解除州长职务，由奥列格·格里戈罗夫接任。阿尔秋赫被指控在蘇梅组织军事颁奖仪式，进而引来导弹袭击，危害平民安全，但他否认了这一指控。